# Staci Mannella
Staci Mannella (1996) è una sciatrice alpina statunitense paralimpica, vincitrice di varie medaglie durante i Campionati mondiali di sci alpino IPC e Coppe del Mondo.

## Biografia
Mannella è nata con l'acromatopsia, una condizione genetica che produce una grave sensibilità alla luce, scarsa acutezza visiva e daltonismo parziale. Ha iniziato a sciare all'età di quattro anni con la Adaptive Sports Foundation di Windham, nello stato di New York e ha fatto il debutto internazionale come rappresentante degli Stati Uniti nel 2008 a Winter Park. Il suo allenatore è Tony McAllister. Ha studiato antropologia e biologia al Dartmouth College di Hannover e risiede a Randolph, nel New Jersey.

## Carriera

### Coppa del Mondo
Alla Coppa del Mondo di Kranjska Gora, in Slovenia, che il 16 gennaio ha aperto la stagione 2016, Mannella guidata da Sadie De Baun ha vinto l'oro in 1:37.72, spingendo al 2º posto la sudcoreana Jae Rim Yang (in 1:38.16, guidata da Un So Ri Koe) e al 3º posto la connazionale Danelle Umstead (in 1:40.40, guidata dal marito Robert).
Nella stagione 2016, Mannella e la sua guida vedente Sadie de Baun sono salite tre volte sul podio nello slalom, vincendo per due. Questo risultato le ha portate in cima alla classifica, con 20 punti di vantaggio su Danelle Umstead e la sua guida, il marito Rob. Nello slalom gigante, Mannella si è trovata a 80 punti dalla belga Eléonor Sana e dalla guida Chloe Sana. Nello slalom gigante non vedenti alla Coppa del Mondo di sci alpino paralimpico IPC di Tarvisio del 2016, in un tempo di 2:05.87, Staci Mannella con la guida Sadie de Baun ha raggiunto il 1º posto, seguia da Eléonor Sana e la guida Chloe Sana, arrivata seconda in 2:09.40. Il 3º posto è andato a Marie-Morgane Dessart con la guida Antoine Marine Francois in 2:29.51.
Alla Coppa del Mondo di slalom femminile per non vedenti di Aspen 2017, le gare di slalom e slalom gigante sono state combattute; con 1:29.36 Mannella ha vinto la gara di slalom speciale VI e con 2:02.97 è arrivata seconda in quella di slalom gigante VI, dietro alla collega Danelle Umstead
Ai Campionati mondiali di sci alpino paralimpico del 2017 a Tarvisio; Mannella ha vinto il bronzo nella gara di supercombinata

### Paralimpiadi
Mannella è stata la più giovane componente della squadra nazionale statunitense di sci alpino ai Giochi paralimpici invernali di Soči del 2014, dove si è classificata sesta nelle gare di slalom speciale e slalom gigante per atleti non vedenti.
Prima dei Giochi paralimpici invernali del 2018 a Pyeongchang, Mannella si è rotta il pollice, ma ha potuto comunque competere.

## Palmarès

### Mondiali
- 4 medaglie:
  - 2 argenti (supergigante e slalom gigante a Panorama2015)
  - 2 bronzi (slalom speciale e supercombinata a Tarvisio 2017)

### Coppa del Mondo
- 6 medaglie:
  - 4 ori (slalom speciale e slalom gigante alla Coppa del Mondo 2016 a Tarvisio; slalom speciale alla Coppa del Mondo 2016 a Kranjska Gora; slalom speciale alla Coppa del Mondo 2017 a Kranjska Gora)
  - 2 argenti (slalom speciale alla Coppa del Mondo 2016 a St. Moritz; slalom gigante alla Coppa del Mondo 2017 a Kranjska Gora)

### Coppa Europa
- 1 medaglia:
  - 1 argento (slalom gigante a Coppa Europa Pitztal 2016)

## Premi e riconoscimenti
- Atleta femminile del mese da parte del Comitato olimpico degli Stati Uniti (USOC), gennaio 2016